# Меріка Енне
Меріка Софія Енне (фін. Merika Sofia Enne, нар. 24 червня 1992, Тампере, Фінляндія) — фінська сноубордистка, учасниця зимових Олімпійських ігор (2014). Стійка — регуляр.

## Життєпис
Меріка Енне народилася в Тампере. Сноубордингом почала займатися у 1998 році. В 2011 році зайняла друге місце в слоупстайлі на юніорському чемпіонаті світу.
У 2014 році взяла участь в зимових Олімпійських іграх у Сочі. Напередодні змагань отримала травму голови під час тренувального стрибка. Зрештою, виконала лише одну не дуже вдалу спробу в кваліфікації та відмовилася від подальшої участі. У підсумковій таблиці учасників слоупстайлу зайняла позицію без місця (DNS).
Окрім сноубординга захоплюється гольфом. Закінчила Гельсинський університет прикладних наук за спеціальністю «промислова інженерія».